# ジェフェルソン・モンテーロ
ジェフェルソン・モンテーロ（Jefferson Antonio Montero Vite、1989年9月1日 - ）は、エクアドル出身のサッカー選手。ポジションはMF。

## 経歴

### クラブ
CSエメレクの下部組織出身。CSエメレクではわずかしか出場機会がなかったため、2008年はセリエBのインデペンディエンテ・デル・バジェにレンタル移籍した。インデペンディエンテでは27試合に出場して8得点する活躍を見せた。2008年10月、メキシコのドラドス・デ・シナロアからオファーを受け、同じエクアドル人のホセ・マドリードとともに移籍した。10月11日のCDイラプアト戦でデビューし、90分間出場した。
2009年4月27日、スペインのビジャレアルCFに5年契約で移籍することが発表された。移籍金は発生しない。2009-10シーズンはセグンダ・ディビシオン（2部）のビジャレアルCF Bで32試合に出場して10得点を挙げ、リーグ最優秀攻撃的ミッドフィールダーにノミネートされた。2010年夏にトップチームに昇格し、11月7日のアスレティック・ビルバオ戦でプリメーラ・ディビシオン初得点を挙げた。2011年1月、レバンテUDにレンタル移籍し、シーズン終了までに11試合に出場した。2011年夏にはレアル・ベティスにレンタル移籍し、2011-12シーズンは公式戦34試合に出場した。
2012年6月、プリメーラ・ディビシオン・メヒカーナのCAモナルカス・モレリアと3年契約を結んだ。移籍金は明らかにされていない。
2014年7月24日、スウォンジー・シティAFCに4年契約で移籍した。
2020年11月20日、ケレタロFCに移籍した。

### 代表
2007年にブラジルで開催されたパンアメリカン競技大会に出場し、最終戦のジャマイカ戦で得点した。同年8月、ボリビアとの親善試合のためにエクアドル代表に初招集された。ワールドカップ予選のペルー戦で初出場した。

## 代表歴

### 出場大会
- エクアドル代表
  - 2014 FIFAワールドカップ

### 試合数
- 国際Aマッチ 64試合 10得点（2007年-2018年）[7]

| エクアドル代表 | 国際Aマッチ | 国際Aマッチ |
| 年             | 出場        | 得点        |
| -------------- | ----------- | ----------- |
| 2007           | 1           | 0           |
| 2008           | 2           | 0           |
| 2009           | 8           | 2           |
| 2010           | 2           | 0           |
| 2011           | 4           | 0           |
| 2012           | 7           | 1           |
| 2013           | 12          | 4           |
| 2014           | 7           | 1           |
| 2015           | 10          | 2           |
| 2016           | 9           | 0           |
| 2017           | 1           | 0           |
| 2018           | 1           | 0           |
| 通算           | 64          | 10          |

### 得点
| #  | 日時           | 場所             | 対戦相手       | スコア | 最終結果 | 大会                              |
| -- | -------------- | ---------------- | -------------- | ------ | -------- | --------------------------------- |
| 1  | 2009年5月27日  | リオデジャネイロ | エルサルバドル | 3–1    | 3–1      | 親善試合                          |
| 2  | 2009年6月7日   | リマ             | ペルー         | 0–1    | 1–2      | 2010 FIFAワールドカップ・南米予選 |
| 3  | 2012年8月15日  | ニューヨーク     | チリ           | 3–0    | 3–0      | 親善試合                          |
| 4  | 2013年3月21日  | キト             | エルサルバドル | 4–0    | 5–0      | 親善試合                          |
| 5  | 2013年3月26日  | キト             | パラグアイ     | 2–1    | 4–1      | 2014 FIFAワールドカップ・南米予選 |
| 6  | 2013年3月26日  | キト             | パラグアイ     | 4–1    | 4–1      | 2014 FIFAワールドカップ・南米予選 |
| 7  | 2013年10月11日 | キト             | ウルグアイ     | 1–0    | 1–0      | 2014 FIFAワールドカップ・南米予選 |
| 8  | 2014年5月17日  | アムステルダム   | オランダ       | 0–1    | 1–1      | 親善試合                          |
| 9  | 2015年6月6日   | グアヤキル       | パナマ         | 4–0    | 4–0      | 親善試合                          |
| 10 | 2015年11月17日 | シウダーグアヤナ | ベネズエラ     | 0–2    | 1–3      | 2018 FIFAワールドカップ・南米予選 |

## タイトル
- U-20エクアドル代表

パンアメリカン競技大会: 2007